# Licino Menenio Lanato
Licino Menenio Lanato (en latín Licinus Menenius Lanatus) fue tribuno militar con poderes consulares cuatro veces, primero en el año 387 a. C.; en segundo lugar en el año 380 a. C., en tercer lugar en el año 378 a. C., y en cuarto lugar en 376 a. C.